# سرچکو کاتانیتس
سرچکو کاتانیتس(انگلیسی: Srečko Katanec؛ زادهٔ ۱۶ ژوئیهٔ ۱۹۶۳) بازیکن سابق فوتبال و سرمربی کنونی فوتبال اهل اسلوونی است. وی هم اکنون سرمربی‌گری تیم ملی فوتبال ازبکستان را بر عهده دارد.
در بازی های ملی، او برای دو تیم ملی یوگسلاوی و اسلوونی توپ زد و از باشگاه‌هایی که در آن بازی کرده‌است می‌توان به سمپدوریا، باشگاه فوتبال پارتیزان، باشگاه فوتبال دینامو زاگرب، باشگاه فوتبال اشتوتگارت، تیم ملی فوتبال یوگسلاوی و تیم ملی فوتبال اسلوونی اشاره کرد.

## افتخارات
پارتیزان صربستان
- لیگ دسته اول یوگسلاوی (۱): ۸۷-۱۹۸۶

اشتوتگارت
- نایب قهرمانی لیگ اروپا (۱): ۸۹-۱۹۸۸

سمپدوریا
- سری آ (۱): ۹۱-۱۹۹۰
- جام حذفی ایتالیا (۱): ۹۴-۱۹۹۳
- سوپر جام ایتالیا (۱): ۱۹۹۱
- جام در جام اروپا (۱): ۹۰-۱۹۸۹
- نایب قهرمانی لیگ قهرمانان اروپا (۱): ۱۹۹۲